# Borne (brandenburgisches Adelsgeschlecht)

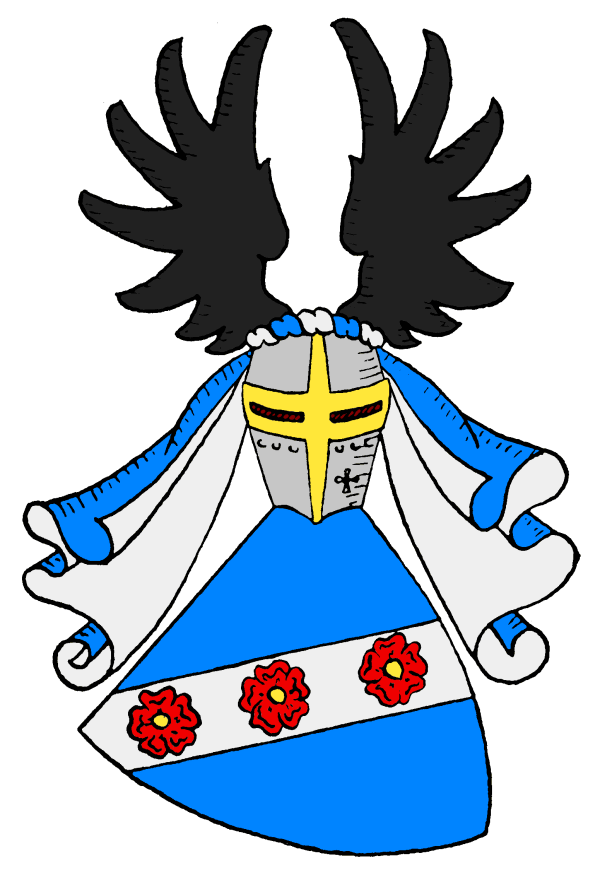
Wappen derer von dem Borne

Borne ist der Name eines alten märkischen Adelsgeschlechts. Zweige der Familie bestehen bis heute.
Das Geschlecht ist von der westfälischen Adelsfamilie derer von dem Borne zu unterscheiden.

## Geschichte
Ob der um 1140 erstmals urkundlich erwähnte Haoldus de Burnen zu diesem Geschlecht gehört, ist nicht gesichert. Am 3. November 1264 erscheint Theodoricus de Bornem urkundlich im Havelland. Die Stammreihe beginnt mit Klaus von dem Borne († vor 1484).
Zeitweise gehörten der Familie Güter in der Neumark, auch das Feste Haus und Städtchen Grasse als Lehn vom Markgrafen. Des Weiteren war das Adelsgeschlecht mit dem Burglehn Dramburg betraut, hinzu einige kleine Begüterungen. 1633 wurde der neumärkische Kanzler Hans Georg von dem Borne (* 1589; † 1656), sowie Lehnsvettern von ihm, mit der kleinen Stadt Bernöwischen belehnt.
Mit Berneuchen im Landkreis Landsberg (Warthe) konnte in Ostbrandenburg seit 1648 bis hin zu den Enteignungen 1945 ein Gutsbesitz konstant in Familienhand betreut werden. Das Gut wurde 1892 Familienfideikommiss. 1914 gehörte es den Geschwistern von dem Borne, Bevollmächtigter war Se. Exz. General der Infanterie z. D. Rudolf von Viehbahn (* 1838; † 1928). Letzter Eigentümer hier war über die große Wirtschaftskrise hinaus Leberecht von Viehbahn-von dem Borne. Er führte juristisch seit 1921 diesen Doppelnamen, seit 1930 auch adelsrechtlich und war ein Sohn der Luise von dem Borne-Berneuchen und des o. g. Generals Rudolf von Viehbahn. Berneuchen hatte als Gut einem Umfang von 955 ha.
Am 12. Februar 1913 erfolgte für „Ernst von dem Borne“ und seine Nachkommen die Aufnahme in den niederländischen Adel mit dem Prädikat „Jonkheer“. Die Nachfahren leben bis heute im Norden der Niederlande und in Schottland.

## Wappen
Das Wappen zeigt in Blau einen mit drei roten Rosen belegten silbernen Schrägrechtsbalken. Auf dem Helm mit blau-silbernen Decken ein offener schwarzer Flug.

## Bekannte Familienmitglieder
- Georg von dem Borne (1867–1918), deutscher Geophysiker und Gutsbesitzer
- Gustaaf von dem Borne (1905–1943),[12] Professor für Innere Medizin an der Universität Groningen
- Hermann von dem Borne (1850–1923), preußischer Generalleutnant
- Kurt von dem Borne (1857–1933), preußischer General der Infanterie
- Kurt von dem Borne (1885–1946), deutscher Vizeadmiral
- Max von dem Borne (1826–1894), preußischer Kammerherr, Autor

- Siehe auch: Berneuchener Bewegung